# 平田駒
平田 駒（ひらた こま、1989年6月17日 - ）は、日本の小説家。東京都出身。

## 経歴・人物
筑波大学卒業。現在、通信会社でエンジニアをしながら精力的に執筆活動を行う。2017年、エブリスタの第50回「妄想コンテスト」にて河出書房新社賞を受賞。2018年、文春文庫×エブリスタ主催の第1回「バディ小説大賞」大賞を受賞。受賞作「BURNT OUT ROOM」(改稿・改題)で電子書籍デビュー。妄想コンテスト受賞作を改稿した『スガリさんの感想文はいつだって斜め上』にて、単行本デビュー。

## 作品リスト

### 単行本
- 『スガリさんの感想文はいつだって斜め上』（河出書房新社、2019年4月）
- 『110番のホームズ119番のワトソン 夕暮市火災事件簿』（文春文庫、2019年5月）
- 『スガリさんの感想文はいつだって斜め上 2』（河出書房新社、2019年10月）
- 『スガリさんの感想文はいつだって斜め上 3』（河出書房新社、2020年3月）
- 『スガリさんの感想文は絶え間ない嵐の中 『幽霊塔』編』（河出書房新社、2021年3月）
- 『スガリさんの感想文は絶え間ない嵐の中 『銀河鉄道の夜』編』（河出書房新社、2021年7月）

### 電子書籍
- 『BURNT OUT ROOM』（文春e-Books、2018年8月）

### 雑誌等掲載作品
エッセイなど
- 「やりたいことを「ミステリー」で薄くラップする｜平田駒インタビュー」 - 『monokaki』2019年7月4日配信（エブリスタ運営 web上）